# Беляков, Михаил Петрович
Михаи́л Петро́вич Беляко́в (28 ноября 1898, Пенза, Пензенская губерния, Российская империя — 15 января 1953) — советский военачальник, генерал-майор артиллерии (1943), участник Первой Мировой, Гражданской и Великой Отечественной войн.

## Биография
Родился 28 ноября 1898 года в г. Пенза, Пензенской губернии.
До службы в армии работал учеником слесаря и слесарем на Пензенском трубном заводе.
В Русской императорской армии с ноября 1916 года по декабрь 1917 года.
После демобилизации вновь работал на Пензенском трубном заводе.
Участник Гражданской войны с марта 1918 года по октябрь 1919 года.
В феврале 1938 года по декабрь 1938 года проходил обучение в военной артиллерийской академии.
С октября 1939 года по август 1941 года — командующий артиллерийской дивизией 16-го стрелкового корпуса.
С 2 апреля 1941[уточнить] года участник боев на Северо-Западном фронте в составе 11-й армии, принял участие в Оборонительной операции в Литве и Латвии, Оборонительной операции на демянском направлении.
С февраля 1942 года по 27 мая 1942 года был заместителем командующего 43-й армии, в составе которой принял участие в Ржевско-Вяземской стратегической наступательной операции.
С мая 1942 по март 1943 года заместитель командующего — начальник артиллерии 7-й резервной, 62-й армий.
С 14 июля по 3 августа 1943 года заместитель командира корпуса по артиллерии 25-го стрелкового корпуса. Командование отмечало, что личный состав артиллерийских частей корпуса, несмотря на проявленный исключительный героизм и отвагу в бою за родину, сохранил почти всю материальную часть.
24 декабря 1943 присвоено звание генерал-майора артиллерии.
По окончании Великой Отечественной войны продолжал занимать руководящие посты в артиллерийских дивизионах (20-й, 6-й)
С декабря 1949 года командующий дретунским артиллерийским учебным лагерем.
19 апреля 1951 года демобилизован, вышел на пенсию.
Умер 15 января 1953 года. Похоронен на Преображенском кладбище в Москве.

## Награды
- Орден Ленина (21.02.1945)[4]
- Орден Красного Знамени (03.11.1944)[4]
- Орден Красного Знамени (30.06.1945)[4]
- Орден Красного Знамени (20.06.1949)[4]
- Орден Кутузова II степени (04.07.1944)[4]
- Орден Александра Невского (08.09.1943)[4]
- Орден Александра Невского (09.12.1943)[4]